# 윈도우 폰 7
윈도우 폰 7(영어: Windows Phone 7)은 마이크로소프트의 스마트폰을 위한 임베디드 모바일 운영 체제이다. 본디 포켓 PC 운영 체제인 윈도우 모바일 시리즈를 계승하는 운영 체제로 코드네임은 포톤(Photon)이다. 초기 이름은 윈도우 폰 시리즈였으나, 2010년 4월 공식 명칭에서 "시리즈"를 제외하였다. 윈도우 폰 7의 개발자용 도구는 2010년 9월 16일(한국시간 9월 17일)에 출시되었으며
10월 11일 발표회를 통해 전반적인 내용들을 공개하였다.
유럽에는 10월 21일, 북미는 11월에 출시되었고, 대한민국을 포함한 아시아권은 2011년에 출시되었다.

## 특징
기기 1대당 라이선스는 15달러로 알려져 있다.

## 구조

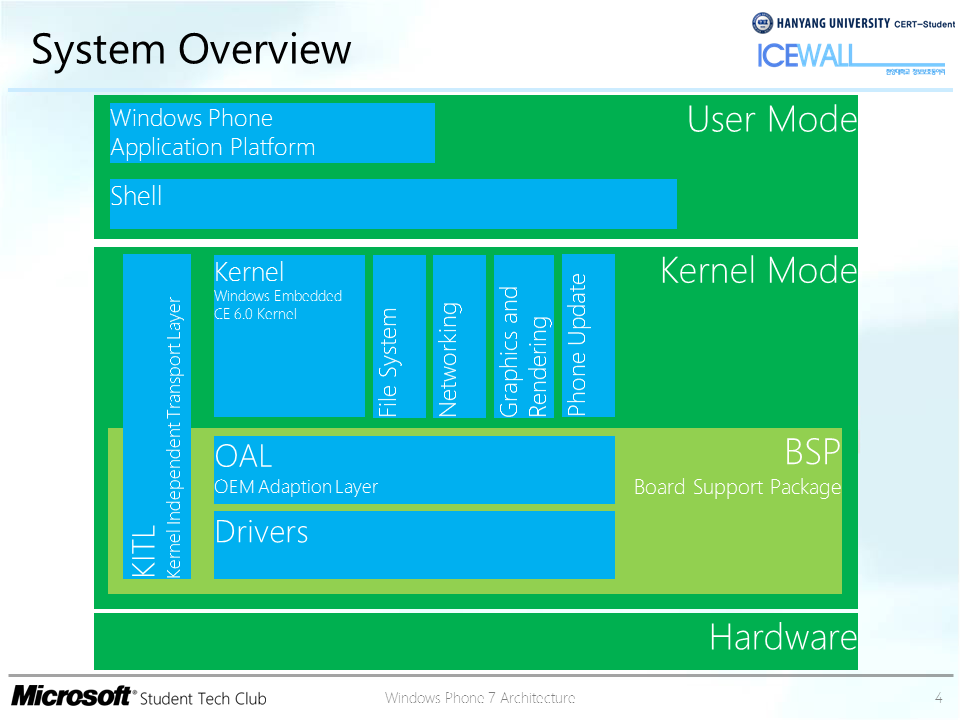
윈도우 폰 7의 시스템 구조

### 하드웨어
윈도우 폰 7의 최소사양은 다음과 같다.
- ARM v7 기반의 프로세서

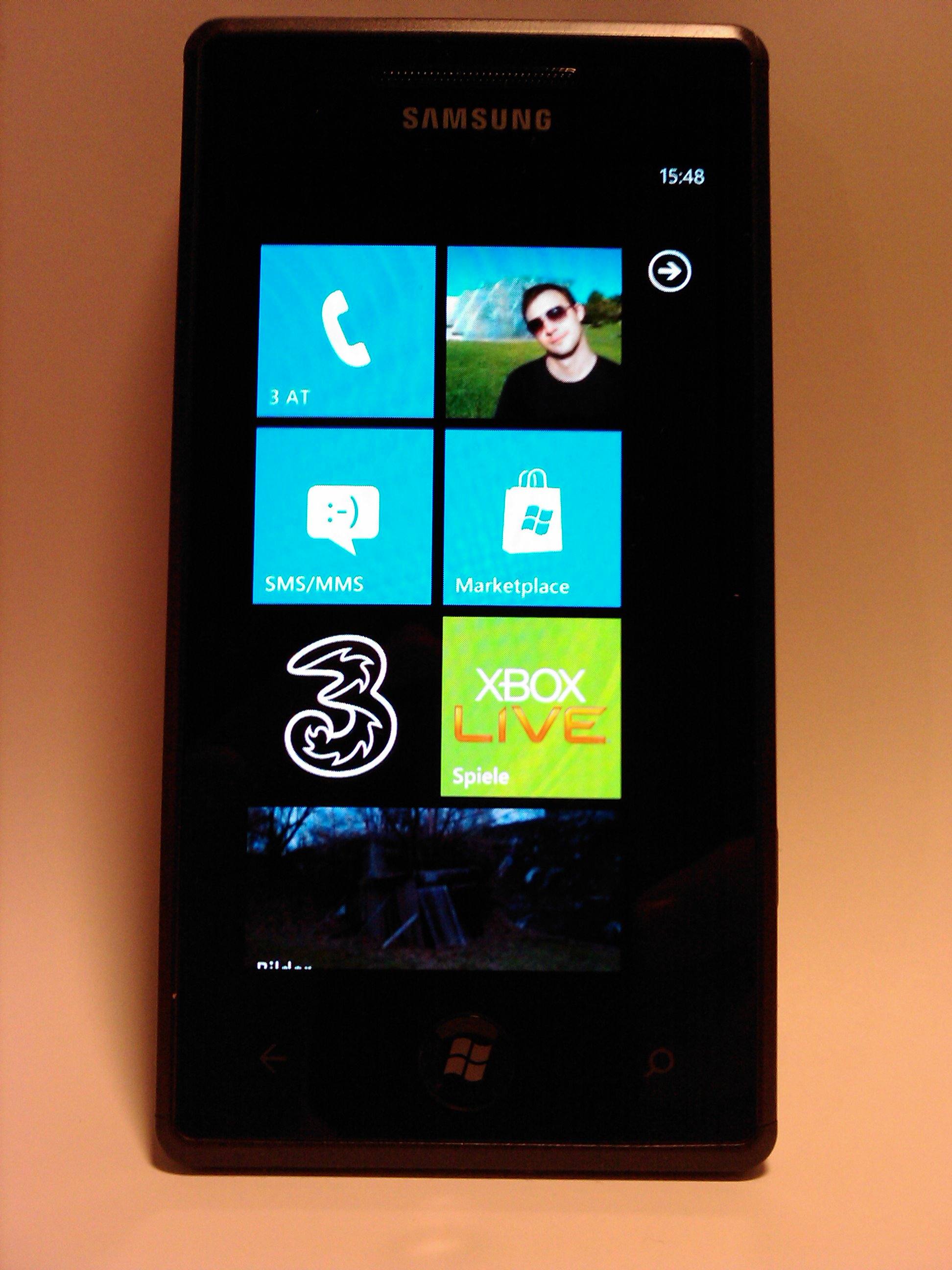
윈도우 폰 7이 적용된 삼성 옴니아 7의 모습

- 다이렉트X API를 지원하는 하드웨어 가속기
- 정전식 멀티터치 스크린
- 5백만 화소 이상의 디지털 카메라
- 블루투스 지원
- 와이파이
- FM 라디오 수신기
- A-GPS
- 가속도 측정기, 지자기 센서, 조도 센서, 소형 조명

### 소프트웨어
소프트웨어는 크게 커널 모드와 사용자 모드로 나눌 수 있다. 커널모드는 다시 BSP(Board Support Package)와 나머지 모듈들로 나눌 수 있는데, BSP는 하드웨어 제조 업체에서 하드웨어와 운영 체제를 연결하기 위해 만드는 소프트웨어 계층이며, 커널모드의 나머지 모듈들은 일반적인 운영 체제와 기능이 유사하다.

## 개발 환경
마이크로소프트에 따르면 윈도우 폰의 개발 환경은 C#과 VB.NET (Silverlight 4.0, XNA 4.0)에 기반한다.
또한 비주얼 스튜디오 2010에서 윈도우 폰 7의 개발이 가능하다.
또한 윈도우 폰에 기본 탑재되는 엑스박스 라이브의 경우 멀티플랫폼을 지향하여, 하나의 프로젝트 진행만으로 윈도우 폰, PC, 엑스박스에서 모두 구현 가능하도록 개발 중이다.
지원되는 프로그래밍 언어로는 C#가 현재 지원되고 있으며, Managed Code만이 지원되어 Native API를 통한 개발은 불가능하다. C++ 개발환경은 지원되지 않으며, 비주얼 베이직 닷넷 개발지원은 고려 중이라고 밝혔다가
2010년 9월 22일 CTP를 출시하였다. 현재 C#용 개발도구는 RTM(정식버전)이 공개되어 있으며, VB.NET용 개발도구는 CTP(베타)가 공개되어 있다.
개발 프로그램은 윈도우 비스타, 윈도우 7 운영 체제를 기반으로 하여야 하며, Visual Studio Express for Windows Phone 외에 Visual Studio 2010, Expression Blend 4의 애드인으로 설치가 가능하다

## 출시

윈도우 폰 7과 관련한 사건들

### 공개와 출시
마이크로소프트는 윈도우 폰 7의 개발을 2010년 국제 이동통신기기 전시회인 `모바일 월드 콩그래스`(MWC)를 통해 발표했었다. 이후 4월, 마이크로소프트의 공개 콘퍼런스인 MIX10을 통해 애플리케이션 개발도구를 공개하고 배포하기 시작하였으며, 같은 해 9월 마이크로소프트는 완성된 운영 체제를 각 제조사들에게 배포하였고, 실제로 제품이 시중에 나온것은 2010년 10월 11일이었다.

### 노키아와의 협약 / 업데이트 발표
2011년 2월 마이크로소프트는 MWC11에서 앞으로 있을 업데이트에 대한 간략한 사항을 알린 후, 4월 공개 콘퍼런스인 MIX11을 통해 대규모 업데이트인 `망고`를 자세히 공개하였다. 기존의 기능들을 더욱 확장하는 한편, 모바일 브라우저를 IE9 계열의 브라우저로 업그레이드 하였으며, 소켓통신, 자이로스코프 등 많은 내용들을 추가로 공개하였다.
윈도우 폰의 출시 후 델, HTC, LG, 삼성등 4개 제조사가 참여하고 있었으며 2011년 2월 런던에서 당시 휴대폰시장 점유율이 제일 높은 회사인 노키아 와의 협약을 발표하였다.

### 대한민국 출시에 관한 이야기
대한민국에서는 2011년 12월 26일 노키아의 루미아710이 출시되었으며, 2011년 4월 MIX11에서 한국어 지원과 출시를 공식 발표하였다. 또한 한국마이크로소프트는 2011년 2월 미디어 브리핑을 통해 `망고`가 탑재된 스마트폰을 통신 3사(SKT, KT, U+)를 모두 통해 출시할 것이라 발표하였다.
애플리케이션 개발을 위한 마켓플레이스의 대한민국 개방은 2011년 8월에 되었다.

### 기타
출시 이후 IDC는 윈도우 폰이 2011년 급격히 성장(Strong growth)할 것이라 예측 하였으며, 2015년에는 두 번째로 높은 시장 점유율을 가지게 될 것이라고 가트너가 예상하였다. 2011년 3월 기준 윈도우 폰 7의 개발도구는 150만회 다운로드 되었으며, 36,000명의 개발자가 마켓플레이스(윈도우 폰의 앱스토어)에 등록하여 최단시간 안에 1만개의 애플리케이션이 등록되었다. 또한 시장 점유율의 차이에도 불구하고, 윈도우 폰은 경쟁플랫폼인 안드로이드 플랫폼에 비해 더 많은 수익을 개발자들이 창출하는 것으로 조사되었으며, 이용자들의 만족도가 93%에 달하고 있다. 2012년 6월 20일 마이크로소프트는 마켓플레이스(Marketplace)에 등록된 앱 숫자가 10만 개를 돌파했다고 윈도우 폰 서밋(Windows Phone Summit)에서 밝혔다.

## 점유율
전 세계 기준으로 2011년 5월 19일의 가트너의 보고서에 따르면 2011년 1분기 기준 3.6%의 점유율을 보여주고 있다.
2011년 8월 11일의 가트너 보고서에 의하면 2011년 2분기 기준 1.6%의 점유율로 내려앉았다.

## 같이 보기
- 윈도우 모바일
- 윈도우 폰
- 윈도우 CE
- 엑스박스 라이브
- 마이크로소프트
- 모바일 운영 체제